# Afroscleropogon dilutus
Afroscleropogon dilutus là một loài ruồi trong họ Asilidae. Afroscleropogon dilutus được Walker miêu tả năm 1851.